# Rongellen
Rongellen est une commune suisse du canton des Grisons, située dans la région de Viamala.